# Alexandra Sergejewna Merkulowa
Alexandra Sergejewna Merkulowa (russisch Александра Сергеевна Меркулова; * 25. November 1995 in Moskau) ist eine ehemalige russische Rhythmische Sportgymnastin.

## Karriere
2010 gewann Merkulowa bei den Olympischen Jugend-Spielen in Singapur eine Goldmedaille im Einzel. Im selben Jahr wurde sie Juniorinnen-Europameisterin in Bremen.
Von 2009 bis 2014 war sie Mitglied des russischen Teams.
Bei den Weltmeisterschaften 2011 in Pérols, einem Vorort von Montpellier, wurde Merkulowa Weltmeisterin (Mehrkampf-Mannschaft) zusammen mit Darja Kondakowa, Jewgenija Kanajewa und Darja Dmitrijewa. Bei den Europameisterschaften 2012 in Nischni Nowgorod gewann sie eine Silbermedaille im Einzelmehrkampf hinter ihrer Landsfrau Jewgenija Kanajewa.
2010 wurde sie russische Meisterin. An den Olympischen Spielen 2012 konnte sie aufgrund einer Verletzung nicht teilnehmen, an ihrer Stelle nahm die spätere Silbermedaillengewinnerin Darja Dmitrijewa teil.
2015 beendete Merkulowa ihre sportliche Karriere und trainiert seitdem die russische Jugendmannschaft.

## Privates
Merkulowa geht regelmäßig in die Kirche und bezeichnet sich als einen religiösen Menschen. Sie ist mit dem Eishockeyspieler Igor Oschiganow verheiratet.
Merkulowa hat zwei Schwestern, Olga und Natalja, und zwei Brüder, Sawwa und Wassili.

## Auszeichnungen
- 2013:  Verdienter Meister des Sports Russlands[2][8]
- 2013:  Ehrenurkunde des Präsidenten der Russischen Föderation[2][9]